# Kantatie 67
Pour les articles homonymes, voir Route 67.
La route principale 67 (en finnois : Kantatie 67) est une route principale allant du port de Kaskinen à Seinäjoki en Finlande.

## Parcours
La route parcourt les municipalités suivantes :
- Kaskinen
- Närpiö
- Teuva
- Kauhajoki
- Kurikka
- Ilmajoki
- Seinäjoki